# EØS
EØS eller Det Europæiske Økonomiske Samarbejdsområde er et frihandelssamarbejde i Europa. EØS-aftalen blev underskrevet i maj 1992 mellem de daværende 12 medlemsstater af EF og de daværende seks EFTA-medlemsstater: Finland, Island, Norge, Schweiz, Sverige og Østrig. Efter en folkeafstemning i december 1992, der resulterede i et nej, ratificerede Schweiz ikke aftalen. Da aftalen trådte i kraft i begyndelsen af 1994, var der derfor 17 deltagerlande.
Siden da er tre af de oprindelige EFTA-lande, Østrig, Finland og Sverige, blevet fuldgyldige medlemmer af EU, mens Liechtenstein i maj 1995 tiltrådte EØS. Liechtenstein var blevet medlem af EFTA i 1991. Aftalen gælder derfor nu de 27 EU-medlemsstater og tre EFTA-lande, men ikke Schweiz, som dog stadig er medlem af EFTA. Da Storbritannien d. 31. januar 2020 ikke længere var en del af EU-samarbejdet, indebar det også, at Storbritannien forlod Det Europæiske Økonomiske Samarbejdsområde, og i april 2021 indgik Storbritannien og EU en bilateral handelsaftale.

## Lande omfattet
- Belgien
- Bulgarien
- Cypern
- Danmark
- Estland
- Finland
- Frankrig
- Grækenland
- Holland
- Irland
- Island
- Italien
- Kroatien
- Letland
- Liechtenstein
- Litauen
- Luxembourg
- Malta
- Norge
- Polen
- Portugal
- Rumænien
- Slovakiet
- Slovenien
- Spanien
- Sverige
- Tjekkiet
- Tyskland
- Ungarn
- Østrig